# Associazione Sportiva Foligno 1938-1939
Questa voce raccoglie le informazioni riguardanti l'Associazione Sportiva Foligno nelle competizioni ufficiali della stagione 1938-1939.

## Rosa
| N. |                   | Ruolo | Calciatore           |
| -- | ----------------- | ----- | -------------------- |
|    | Italia (bandiera) |       | Francesco Alleori    |
|    | Italia (bandiera) |       | Primo Bernardini     |
|    | Italia (bandiera) | C     | Gino Berti           |
|    | Italia (bandiera) | C     | Giuseppe Chiodi      |
|    | Italia (bandiera) | D     | Giacinto Cecconcelli |
|    | Italia (bandiera) | D     | Adelio Fiore         |
|    | Italia (bandiera) |       | Angelo Gandolfi      |
|    | Italia (bandiera) |       | Bruno Hippel         |
|    | Italia (bandiera) |       | Vincenzo Lucantoni   |
|    | Italia (bandiera) |       | Berardo Lucidi       |
|    | Italia (bandiera) | A     | Carlo Mancini        |
|    | Italia (bandiera) |       | Guido Marchionni     |
|    | Italia (bandiera) |       | Edoardo Marinelli    |

| N. |                   | Ruolo | Calciatore          |
| -- | ----------------- | ----- | ------------------- |
|    | Italia (bandiera) |       | Dario Massa         |
|    | Italia (bandiera) |       | Amleto Mazzola      |
|    | Italia (bandiera) |       | Costanzo Menagiochi |
|    | Italia (bandiera) |       | Umberto Mondaini    |
|    | Italia (bandiera) | A     | Mario Montanari     |
|    | Italia (bandiera) |       | Angiolo Mori        |
|    | Italia (bandiera) |       | Piero Pierini       |
|    | Italia (bandiera) | A     | Lanfranco Ragni     |
|    | Italia (bandiera) | P     | Emilio Siena        |
|    | Italia (bandiera) | C     | Abramo Silvestri    |
|    | Italia (bandiera) |       | Giovanni Toscano    |
|    | Italia (bandiera) | D     | Antonio Vecchioni   |